# Barbus tauricus
Barbus tauricus is een  straalvinnige vissensoort uit de familie van eigenlijke karpers (Cyprinidae). De wetenschappelijke naam van de soort is voor het eerst geldig gepubliceerd in 1877 door Kessler.
De soort staat op de Rode Lijst van de IUCN als Kwetsbaar, beoordelingsjaar 2008.